# 브룩 테일러

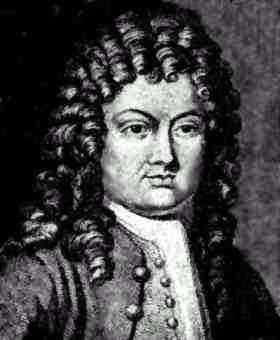
브룩 테일러

브룩 테일러(Brook Taylor, 1685~1731)는 영국의 수학자이다. 뉴턴의 직접 후계자. 그의 이름을 붙인 테일러 급수(級數)는 1715년에 저술한《증분법(增分法 ; Methodus Incrementorum Directa et Inversa)》에서 처음으로 발표되었다. 그는 이것을 미분방정식을 푸는 데 활용했으며, 현(弦)의 진동에 관한 선구적인 연구를 했다. 테일러의 저서에 있는 것은 x=0인 경우에 해당하고, 오늘날「매클로린 급수」라고 일컬어진다. 테일러급수라는 이름은 1755년 레온하르트 오일러가 붙인 것이며, 그 중요성이 인식된 것도 후세에 와서이다.